# 박병배
박병배(朴炳培, 1917년 7월 17일 ~ 2001년 7월 12일)는 대한민국의 경찰, 군인 출신 정치인이다. 본관은 충주(忠州)이고 호는 서붕(瑞鵬)이며 충청남도 대덕군 출신이다.

## 생애

### 일생
경찰로 공직에 입문하였으며 1949년에는 육군 준위로 임관되어 헌병분대장으로 복무하기도 하였다. 1952년에 육군 준위로 예편하였으며 이후 경찰조직으로 복귀했다.
1957년에 경찰에서 퇴직하였으며 이후 정계에 입문해 1958년에 치러진 대한민국 제4대 국회의원 선거에서 당선되었다. 이후 5·7·8·9대 총선에서도 당선이 되면서 5선 국회의원을 지냈다.

### 학력
- 충청남도 대전고등보통학교 졸업
- 경성제국대학교 철학과 학사
- 일본 육군예비사관학교 졸업
- 대한민국 국방대학교 행정학사 1기(1956년)

### 주요 약력
- 충청남도경찰청 경찰부장 대리
- 경무부장 관방장
- 육군 지리산전투사령부 예하 헌병분대장
- 강원도경찰국장
- 경상남도경찰국장
- 서울특별시 경찰국장
- 대전일보 사장 겸 발행인
- 국방부 정무차관
- 신민당 충청남도 지구당 위원장
- 신민당 중앙정책위원 겸 중앙인권옹호위원장
- 신민당 정책위원장
- 민주통일당 최고위원 겸 정책위원장
- 민주통일당 부총재
- 돈운학원 이사장

## 역대 선거 결과
|  | 43.42% |

|  | 49.86% |

|  | 50.31% |

|  | 49.58% |

|  | 26.70% |

|  | 16.05% |